# Sai (Orne)
Sai é uma comuna francesa na região administrativa da Normandia, no departamento de Orne. Estende-se por uma área de 5,04 km². Em 2010 a comuna tinha 228 habitantes (densidade: 45,2 hab./km²).